# DJ Earworm
DJ Earworm, pseudonimo di Jordan Roseman (San Francisco, 25 marzo 1982), è un disc jockey statunitense noto per le sue musiche e video mashup.

## United State of Pop
"United State of Pop" è una serie di mashup pubblicati annualmente. Ogni mashup di questa serie è composto dalla top 25 della Billboard Hot 100 di ogni anno a partire dal 2007.

### United State of Pop 2007
La seguente lista elenca le 25 canzoni comprese nel mashup.
- "Irreplaceable" - Beyoncé
- "Umbrella" - Rihanna feat. Jay-Z
- "The Sweet Escape" - Gwen Stefani feat. Akon
- "Big Girls Don't Cry" - Fergie
- "Buy U a Drank (Shawty Snappin')" - T-Pain feat. Yung Joc
- "Before He Cheats" - Carrie Underwood
- "Hey There Delilah" - Plain White T's
- "I Wanna Love You" - Akon feat. Snoop Dogg
- "Say It Right" - Nelly Furtado
- "Glamorous" - Fergie feat. Ludacris
- "Don't Matter" - Akon
- "Girlfriend" - Avril Lavigne
- "Makes Me Wonder" - Maroon 5
- "Party Like a Rockstar" - Shop Boyz
- "Smack That" - Akon feat. Eminem
- "This Is Why I'm Hot" - Mims (rapper)
- "It's Not Over" - Daughtry
- "The Way I Are"- Timbaland feat. Keri Hilson e D.O.E.
- "Fergalicious" - Fergie feat. will.i.am
- "Crank That (Soulja Boy)" - Soulja Boy Tell 'Em
- "Give It to Me" - Timbaland feat. Justin Timberlake and Nelly Furtado
- "What Goes Around... Comes Around" - Justin Timberlake
- "Cupid's Chokehold" - Gym Class Heroes feat. Patrick Stump
- "How to Save a Life" - The Fray
- "Home" - Daughtry

### United State of Pop 2008 "Viva la Pop"
La seguente lista elenca le 25 canzoni comprese nel mashup.
- "Low" - Flo Rida feat. T-Pain
- "Bleeding Love" - Leona Lewis
- "No One" - Alicia Keys
- "Lollipop (Lil Wayne)- Lil Wayne feat. Static Major
- "Apologize" - OneRepublic feat. Timbaland
- "No Air" - Jordin Sparks and Chris Brown
- "Love Song" - Sara Bareilles
- "Love in This Club" - Usher feat.Young Jeezy
- "With You" - Chris Brown
- "Forever" - Chris Brown
- "Sexy Can I" - Ray J feat. Young Berg
- "Take a Bow" - Rihanna
- "Viva la vida" - Coldplay
- "I Kissed a Girl" - Katy Perry
- "Whatever You Like" - T.I.
- "Disturbia" - Rihanna
- "Don't Stop the Music" - Rihanna
- "Pocketful of Sunshine" - Natasha Bedingfield
- "Kiss Kiss" - Chris Brown feat. T-Pain
- "Closer" - Ne-Yo
- "Bubbly" - Colbie Caillat
- "Touch My Body" - Mariah Carey
- "4 Minutes" - Madonna feat. Justin Timberlake & Timbaland
- "So What" - Pink
- "Paralyzer" - Finger Eleven

### United State of Pop 2009 "Blame It on the Pop"
La seguente lista elenca le 25 canzoni comprese nel mashup.
- "Boom Boom Pow" - The Black Eyed Peas
- "Poker Face" - Lady Gaga
- "Just Dance" - Lady Gaga feat.Colby O'Donis
- "I Gotta Feeling" - The Black Eyed Peas
- "Love Story" - Taylor Swift
- "Right Round" - Flo Rida feat. Kesha
- "I'm Yours" - Jason Mraz
- "Single Ladies (Put a Ring on It)" - Beyoncé
- "Heartless" - Kanye West
- "Gives You Hell" - All-American Rejects
- "You Belong with Me" - Taylor Swift
- "Dead and Gone" - T.I. feat. Justin Timberlake
- "You Found Me" - The Fray
- "Use Somebody" - Kings of Leon
- "Knock You Down" - Keri Hilson feat. Kanye West & Ne-Yo
- "Blame It" - Jamie Foxx feat. T-Pain
- "I Know You Want Me (Calle Ocho)" - Pitbull
- "Live Your Life" - T.I. feat. Rihanna
- "Kiss Me Thru the Phone" - Soulja Boy Tell 'Em feat. Sammie
- "Down" - Jay Sean feat. Lil Wayne
- "The Climb" - Miley Cyrus
- "Best I Ever Had" - Drake
- "My Life Would Suck Without You" - Kelly Clarkson
- "Halo" - Beyoncé
- "Hot n Cold" - Katy Perry

### United State of Pop 2010 "Don't Stop the Pop"
La seguente lista elenca le 25 canzoni comprese nel mashup.
- "Tik Tok" - Kesha
- "Need You Now" - Lady Antebellum
- "Hey, Soul Sister" - Train
- "California Gurls" - Katy Perry feat. Snoop Dogg
- "OMG" - Usher feat. will.i.am
- "Airplanes" - B.o.B. feat. Hayley Williams
- "Love the Way You Lie" - Eminem feat. Rihanna
- "Bad Romance" - Lady Gaga
- "Dynamite" - Taio Cruz
- "Break Your Heart" - Taio Cruz feat. Ludacris
- "Nothin' on You" - B.o.B. feat. Bruno Mars
- "I Like It" - Enrique Iglesias feat. Pitbull
- "BedRock" - Young Money Entertainment feat. Lloyd
- "In My Head" - Jason Derulo
- "Rude Boy" - Rihanna
- "Telephone" - Lady Gaga feat. Beyoncé
- "Teenage Dream" - Katy Perry
- "Just The Way You Are" - Bruno Mars
- "Cooler than Me" - Mike Posner
- "Imma Be" - The Black Eyed Peas
- "Empire State of Mind" - Jay-Z feat. Alicia Keys
- "DJ Got Us Fallin' in Love" - Usher feat. Pitbull
- "Billionaire" - Travie McCoy feat. Bruno Mars
- "Not Afraid" - Eminem
- "Replay" - Iyaz

### United State of Pop 2011 "World Go Boom"
La seguente lista elenca le 25 canzoni comprese nel mashup.
- "Rolling in the Deep" - Adele
- "Party Rock Anthem" - LMFAO feat. Lauren Bennett & GoonRock
- "Firework" - Katy Perry
- "E.T." - Katy Perry feat. Kanye West
- "Give Me Everything" - Pitbull feat. Ne-Yo, Afrojack & Nayer
- "Grenade" - Bruno Mars
- "Fuck You!" - Cee Lo Green
- "Super Bass" - Nicki Minaj
- "Moves like Jagger" - Maroon 5 feat. Christina Aguilera
- "Just Can't Get Enough" - The Black Eyed Peas
- "On the Floor" - Jennifer Lopez feat. Pitbull
- "S&M" - Rihanna
- "Pumped Up Kicks" - Foster the People
- "Last Friday Night (T.G.I.F.)" - Katy Perry
- "Tonight (I'm Lovin' You)" - Enrique Iglesias feat. Ludacris & DJ Frank E
- "Raise Your Glass" - Pink
- "Born This Way" - Lady Gaga
- "Down on Me" - Jeremih feat. 50 Cent
- "Someone like You" - Adele
- "Good Life" - OneRepublic
- "The Lazy Song" - Bruno Mars
- "Till the World Ends" - Britney Spears
- "The Show Goes On" - Lupe Fiasco
- "Sexy and I Know It" - LMFAO
- "We Found Love" - Rihanna feat. Calvin Harris

### United State of Pop 2012 "Shine Brighter"
La seguente lista elenca le 25 canzoni comprese nel mashup.
- "Somebody That I Used to Know" - Gotye feat. Kimbra
- "Call Me Maybe" - Carly Rae Jepsen
- "We Are Young" - Fun. feat. Janelle Monáe
- "Payphone" - Maroon 5 feat. Wiz Khalifa
- "Lights" - Ellie Goulding
- "Glad You Came" - The Wanted
- "Stronger (What Doesn't Kill You)" - Kelly Clarkson
- "Starships" - Nicki Minaj
- "What Makes You Beautiful" - One Direction
- "Wild Ones" - Flo Rida feat. Sia
- "Set Fire to the Rain" - Adele
- "Some Nights" - Fun.
- "Wide Awake" - Katy Perry
- "Good Feeling" - Flo Rida
- "Whistle" - Flo Rida
- "One More Night" - Maroon 5
- "It Will Rain" - Bruno Mars
- "Too Close" - Alex Clare
- "We Are Never Ever Getting Back Together" - Taylor Swift
- "Gangnam Style" - Psy
- "Home" - Phillip Phillips
- "Ho Hey" - The Lumineers
- "Die Young" - Kesha
- "Diamonds" - Rihanna
- "Locked Out of Heaven" - Bruno Mars

## Capital FM's Summertime Ball

### "Like OMG, Baby", 2010
La seguente lista elenca le canzoni comprese nel mashup.
- "All Night Long" - Alexandra Burke
- "Fight for This Love" - Cheryl Cole
- "Until You Were Gone" - Chipmunk feat. Esmée Denters
- "Bonkers" - Dizzee Rascal
- "Starry Eyed" - Ellie Goulding
- "In My Head" - Jason Derulo
- "One Shot" - JLS
- "Baby" - Justin Bieber feat. Ludacris
- "Tik Tok" - Kesha
- "Mama Do (Uh Oh, Uh Oh)" - Pixie Lott
- "Rude Boy" - Rihanna
- "This Ain't a Love Song" - Scouting for Girls
- "Pass Out" - Tinie Tempah
- "OMG" - Usher feat. will.i.am
- "All Time Low" - The Wanted

### "Party on the Floor", 2011
La seguente lista elenca le canzoni comprese nel mashup.
- "Forget You" - Cee Lo Green
- "Bright Lights, Bigger City" - Cee Lo Green feat. Wiz Khalifa
- "I Like It" - Enrique Iglesias feat. Pitbull
- "Changed the Way You Kiss Me" - Example
- "Like a G6" - Far East Movement feat. The Cataracs & Dev
- "On the Floor" - Jennifer Lopez feat. Pitbull
- "Do It like a Dude" - Jessie J
- "Price Tag" - Jessie J feat. B.o.B
- "Love You More" - JLS
- "Eyes Wide Shut" - JLS feat. Tinie Tempah
- "Katy on a Mission" - Katy B
- "Lights On" - Katy B feat. Ms. Dynamite
- "Party Rock Anthem" - LMFAO feat. Lauren Bennett & GoonRock
- "Buzzin'" - Mann
- "Cooler than Me" - Mike Posner
- "Beautiful Monster" - Ne-Yo
- "Don't Hold Your Breath" - Nicole Scherzinger
- "Glad You Came" - The Wanted
- "Traktor" - Wretch 32

### "Fly", 2012
La seguente lista elenca le canzoni comprese nel mashup.
- "Call Me Maybe" - Carly Rae Jepsen
- "Call My Name" - Cheryl Cole
- "Charlie Brown" - Coldplay
- "Paradise" - Coldplay
- "Can't Say No" - Conor Maynard
- "Sparks" - Cover Drive
- "Twilight" - Cover Drive
- "The Power" - DJ Fresh feat. Dizzee Rascal
- "The A Team" - Ed Sheeran
- "Stay Awake" - Example
- "Wild Ones" - Flo Rida feat. Sia
- "Whistle" - Flo Rida
- "Domino" - Jessie J
- "LaserLight" - Jessie J feat. David Guetta
- "Boyfriend" - Justin Bieber
- "Part of Me" - Katy Perry
- "The One That Got Away" - Katy Perry
- "Dark Side" - Kelly Clarkson
- "When She Was Mine" - Lawson
- "International Love" - Pitbull feat. Chris Brown
- "R.I.P." - Rita Ora feat. Tinie Tempah
- "Hot Right Now" - DJ Fresh feat. Rita Ora
- "Scream" - Usher
- "Chasing the Sun" - The Wanted

Il video del mashup contiene anche delle scene aggiuntive tratte da:
- "Fix You" - Coldplay
- "Drunk" - Ed Sheeran
- "Lego House" - Ed Sheeran
- "Stronger (What Doesn't Kill You)" - Kelly Clarkson
- "Back In Time" - Pitbull
- "Climax" - Usher
- "Without You" - David Guetta feat. Usher

## Music For Sport
"Music For Sport" è una serie di mashup creata per i vari eventi delle Olimpiadi di Londra del 2012.

### Volume 1: "Victory Mix"
La seguente lista elenca le parti e le canzoni del mashup.
Part 1: “Don't Stop Feeling Good”
- "Something’s Got a Hold on Me" - Etta James
- "Good Feeling" - Flo Rida
- "Don't Stop Believin'" - Journey
- "Bugler’s Dream" - Leo Arnaud
- "Give Me Everything" - Pitbull feat.Ne-Yo, Nayer, & Afrojack
- "Eye of the Tiger" - Survivor
- "Dynamite" - Taio Cruz

Part 2: “Gold”
- "Gold" - Spandau Ballet
- "Gold Forever" - The Wanted

Part 3: “All Champions Do Is Win”
- "All I Do Is Win" - DJ Khaled feat. Ludacris, T-Pain, Rick Ross & Snoop Dogg
- "We Are the Champions" - Queen
- "I Just Want to Celebrate" - Rare Earth

### Volume 2: "Faster/Stronger"
La seguente lista elenca le parti e le canzoni del mashup.
Part 1: “Bulletproof Titanium”
- "Titanium" - David Guetta feat. Sia
- "The Final Countdown" - Europe
- "Bulletproof" - La Roux
- "Earthquake" - Labrinth
- "Hit Me with Your Best Shot" - Pat Benatar

Part 2: “What Makes You Born To Run”
- "Born to Run" - Bruce Springsteen
- "What Makes You Beautiful" - One Direction
- "Calling (Original Instrumental Mix)" - Sebastian Ingrosso & Alesso

Part 3: “Speed”
- "Let’s Get It Started" - The Black Eyed Peas
- "Run to You" - Bryan Adams
- "Let’s Go" - Calvin Harris feat. Ne-Yo
- "Sandstorm" - Darude
- "Don't Stop (Color on the Walls)" - Foster the People
- "Speed Up" - Funkerman
- "Break My Stride" - Matthew Wilder
- "Don't Stop Me Now" - Queen
- "Blitzkrieg Bop" - Ramones

Part 4: “Power”
- "Stronger" - Britney Spears
- "Harder, Better, Faster, Stronger" - Daft Punk
- "The Power" - DJ Fresh feat. Dizzee Rascal
- "Power" - Kanye West
- "Stronger" - Kanye West
- "Stronger (What Doesn't Kill You)" - Kelly Clarkson
- "The Power" - Snap!

## Mashup ufficiali

### "Together As One"
La seguente lista elenca le canzoni comprese nel mashup.
- "Come Together" - The Beatles
- "One" - U2
- "Someday We'll Be Together - Diana Ross and The Supremes
- "We Belong Together" - Mariah Carey

### "No More Gas"
La seguente lista elenca le canzoni comprese nel mashup.
- "4 Minutes" - Madonna feat. Justin Timberlake & Timbaland
- "American Boy" - Estelle feat. Kanye West
- "Bleeding Love" - Leona Lewis
- "Closer" - Ne-Yo
- "Damaged" - Danity Kane
- "Dangerous - Kardinal Offishall feat. Akon
- "Disturbia" - Rihanna
- "Gimme More" - Britney Spears
- "Low" - Flo Rida feat.T-Pain
- "Superstar - Lupe Fiasco feat. Matthew Santos
- "When I Grow Up" - Pussycat Dolls

### "Heartless (In A Bottle)"
La seguente lista elenca le canzoni comprese nel mashup.
- "Ammonia Avenue" - The Alan Parsons Project
- "Boom Boom Pow" - The Black Eyed Peas
- "Dear Mama" - 2Pac
- "Heartless" - The Fray
- "Message in a Bottle" - The Police

### "Backwards/Forwards"
La seguente lista elenca le canzoni comprese nel mashup.
- "Dark Road" - Annie Lennox
- "Little Bird" - Annie Lennox
- "No More "I Love You's"" - Annie Lennox
- "Shining Light" - Annie Lennox
- "Sing" - Annie Lennox
- "Something So Right" - Annie Lennox
- "Waiting in Vain" - Annie Lennox
- "Walking on Broken Glass"- Annie Lennox
- "Why"- Annie Lennox

### "Beautiful Mashup"
La seguente lista elenca le canzoni comprese nel mashup.
- "Beautiful Girls" - Sean Kingston
- "Face Drop" - Sean Kingston
- "Fire Burning" - Sean Kingston
- "I Can Feel It" - Sean Kingston
- "Me Love" - Sean Kingston
- "Take You There" - Sean Kingston
- "Tomorrow" - Sean Kingston

### "Free At Night"
La seguente lista elenca le canzoni comprese nel mashup.
- "All Good Things (Come to an End)" - Nelly Furtado
- "Força" . Nelly Furtado
- "Girlfriend in This City" - Nelly Furtado
- "I'm Like a Bird - Nelly Furtado"
- "Maneater" - Nelly Furtado
- "Manos al aire" - Nelly Furtado
- "Night Is Young" - Nelly Furtado
- "Powerless (Say What You Want)" - Nelly Furtado
- "Promiscuous" - Nelly Furtado
- "Say It Right" Nelly Furtado
- "Stars" - Nelly Furtado
- "Try" - Nelly Furtado
- "Turn Off the Light" - Nelly Furtado

### "The Only Time is Tonight"
La seguente lista elenca le canzoni comprese nel mashup.
- "What the Hell" - Avril Lavigne
- "The Time (Dirty Bit)" - The Black Eyed Peas
- "Yeah 3x" - Chris Brown
- "Tonight (I'm Lovin' You)" - Enrique Iglesias feat. Ludacris& DJ Frank E
- "We R Who We R" - Kesha
- "Only Girl (in the World)" - Rihanna
- "Whip My Hair - Willow Smith

### "Jessy Mash J'Adore"
La seguente lista elenca le canzoni comprese nel mashup.
- "Allez Ola Olé" - Jessy Matador
- "Bomba" - Jessy Matador
- "Ca C Bon" - Jessy Matador
- "Dansez" - Jessy Matador
- "Mini Kaoule" - Jessy Matador
- "On Dit Quoi?" - Jessy Matador
- "Tout Ce Que Je Veux" - Jessy Matador
- "Selecao" - Jessy Matador
- "V'La Les Fauves" - Jessy Matador

### "Mama"
La seguente lista elenca le canzoni comprese nel mashup.
- "Dear Mama" - 2Pac
- "Love to Love You Baby" - Donna Summer
- "Mama I'm Gonna Sing" - EJ
- "Juicy Fruit" - Mtume
- "Pass the Dutchie" - Musical Youth
- "Juicy" - Notorious B.I.G.
- "1999" - Prince

### "SummerMash '13"
La seguente lista elenca le canzoni comprese nel mashup.
- "This Is What It Feels Like - Armin van Buuren feat. Trevor Guthrie
- "Pompeii - Bastille
- "Get Lucky - Daft Punk feat. Pharrell Williams & Nile Rodgers
- "Heart Attack - Demi Lovato
- "I Love It - Icona Pop feat. Charli XCX
- "Can't Hold Us" - Macklemore & Ryan Lewis feat. Ray Dalton
- "Feel This Moment" - Pitbull feat. Christina Aguilera
- "Right Now - Rihanna feat. David Guetta
- "Blurred Lines" - Robin Thicke feat. T.I. & Pharrell Williams
- "#thatPower" - Will.i.am feat. Justin Bieber
- "Clarity" - Zedd feat. Foxes

## Collaborazioni

### The Sing-Off
In un episodio della terza stagione del programma televisivo The Sing Off, DJ Earworm ha creato dei medley per accompagnare le performance dei vari gruppi.
Performance dei gruppi:
Master Mix:
- "Baba O'Riley" - The Who
- "Bitter Sweet Symphony" - The Verve
- "Hollaback Girl" - Gwen Stefani
- "Last Friday Night (T.G.I.F.)" - Katy Perry

Pentatonix performance:
Medley di:
- "Forget You" - Cee Lo Green
- "Since U Been Gone" - Kelly Clarkson

Urban Method performance:
Medley di:
- "Fever" - Peggy Lee
- "Hot in Herre" - Nelly

Afro Blue performance:
Medley di:
- "Fly" - Nicki Minaj feat. Rihanna
- "I Believe I Can Fly" - R. Kelly

Dartmouth Aires performance:
Medley di:
- "Born This Way" - Lady Gaga
- "Sympathy for the Devil" - The Rolling Stones

### E! Television Network
Per i Grammy 2013, l'E! network ha fatto creare un mashup a DJ Earworm per accompagnare il loro special: "Live From the Red Carpet"